# Pterogramma luxor
Pterogramma luxor är en tvåvingeart som först beskrevs av Arnold Spuler 1925.  Pterogramma luxor ingår i släktet Pterogramma och familjen hoppflugor. Inga underarter finns listade i Catalogue of Life.